# 忠霊塔

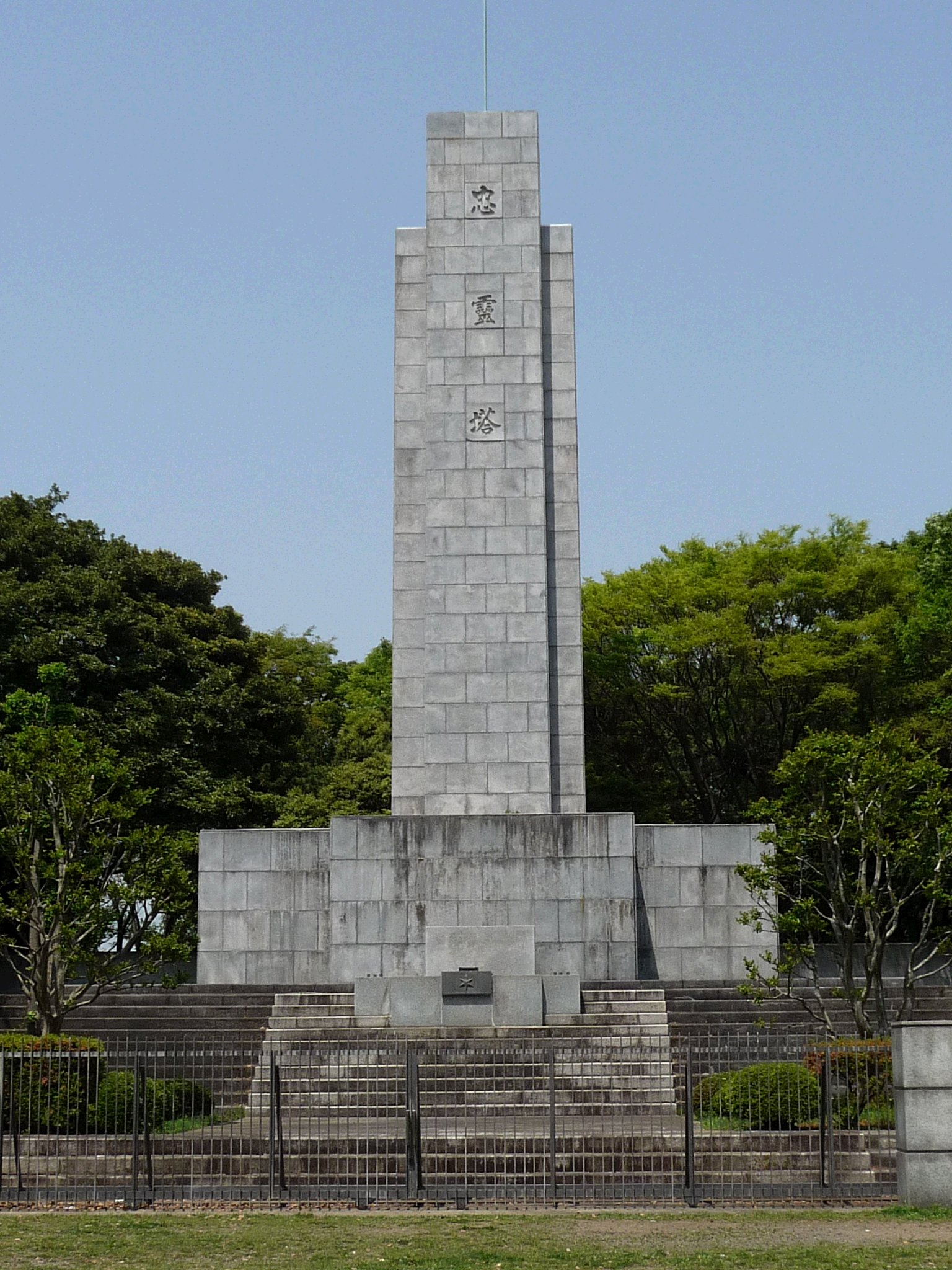
千葉県忠霊塔、1954年（昭和29年）竣工（2009年5月2日撮影）

忠霊塔（ちゅうれいとう）とは、近代以降の日本において建造された、国家や君主ために忠義や忠誠をもって戦争に出兵し戦死した者の霊に対して、顕彰または称え続けることを象徴として表す塔である。忠魂碑とは異なり忠霊塔は納骨堂を備えていることが前提である。

## 歴史
明治新政府の誕生以降、帝国在郷軍人会が主体となり忠魂碑が各地に建立された。
1930年代後半、戦時色が強まる中、各地で遺骨を祀る忠霊塔を建設する機運が高まった。
1938年（昭和13年）3月、内務省警保局は「時期尚早につき暫く時期を待つよう」通牒を発したが、流れを押しとどめることはできず、1939年（昭和14年）1月18日、内務省は各市町村に忠霊塔建立許可の方針を定め、次の条件を提示している。
- 忠魂碑、表忠碑等の記念碑または遺骨を納める忠霊塔は一市町村一基とする。
- 建設場所は私有地を避けて墓地取締規則に準拠する。
- 忠霊塔の構築様式または内容で、神社に紛らわしいものは禁止する。
- 碑表の建設を競い、華美壮大を争い、式典行事等に多額の費用を投じたり、建設者の売名、宣伝行為にならぬよう厳戒する。
- 忠霊塔の場所、維持管理をめぐり寺院または教派、宗派間の紛議の恐れなきよう注意すること。

同年7月7日に大日本帝国陸軍は「大日本忠霊顕彰会」を設立し日本以外の地域での陸軍による戦争の跡地および日本国内の各市町村毎に1基ずつ忠霊塔の建立を奨めた。

大日本忠霊顕彰会には内閣総理大臣を名誉会長、菱刈隆陸軍大将を会長、各省大臣、海軍大将等が役員として名を連ねた。
塔の建立にあたっての資金は国や自治体の支援もあったが、その市町村の国民は「一日戦死」運動と呼び、1日分の収入が無かったつもりで1日分の給与の額を拠出している。1941年（昭和16年）9月には戦争の拡大にともない戦死者も増え，各地の陸軍墓地は陸軍省の通達が出され忠霊塔へとまとめられた経緯もある。こうして各地方自治体毎に多くの忠霊塔が建立されたが第二次世界大戦後は戦争を賛美するとか軍国主義的であるとしてGHQの指示により多くは撤去された。一方一時、塔を土に埋めて隠し撤去を逃れたものもあるとされるが現在も各地に在る。
1952年（昭和27年）4月28日、日本国との平和条約と日米安全保障条約が発効し、日本国民の主権の回復がされた後には忠霊塔に替わるものとして慰霊碑が建立された。忠霊塔は西南戦争、日清戦争、日露戦争、シベリア出兵、満洲事変、日中戦争、太平洋戦争のそれぞれの戦死者の遺骨を納め、
塔の下部には戦死した者の名が刻まれている。千葉県忠霊塔など1954年（昭和29年）4月に新たに造られたものや○○県忠霊塔などと呼称を変えたものも幾つかある。
現在では忠霊塔は自治体や地元の人達のボランティアによって塔の周りの草取りや維持・整備が行われている。例年、自治体や遺族らによって行われる戦没者の霊への顕彰・慰霊・追悼の対象の場として慰霊碑、慰霊塔と共に使われることが多い。

## 日本国内
- 月寒忠霊塔（北海道札幌市）
- 弘前忠霊塔（青森県弘前市西茂森）
- 忠霊塔（新潟県上越市高田城址公園内）
- 忠霊塔公園（群馬県利根郡みなかみ町湯原）[13]

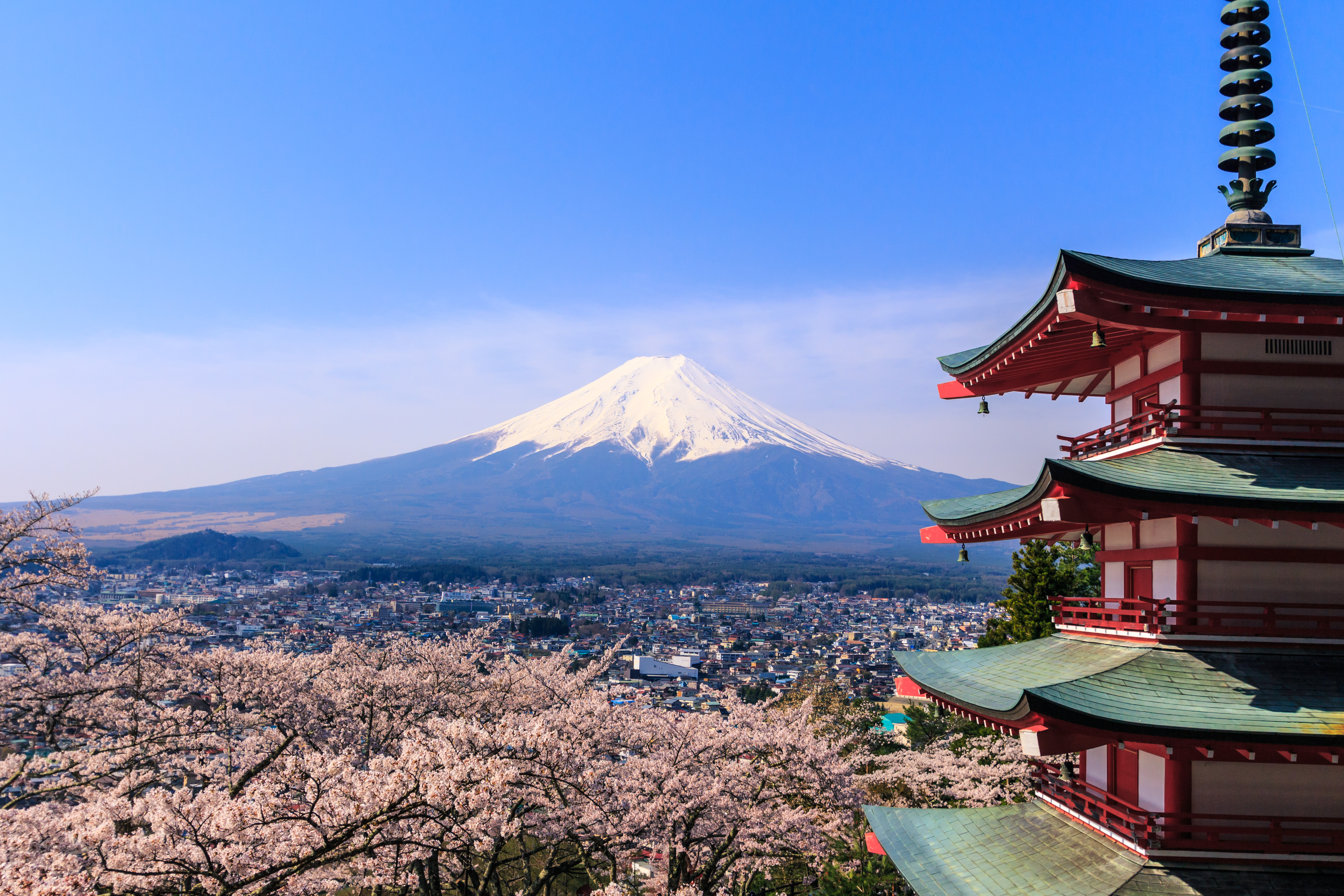
三國第一山新倉富士浅間神社の忠霊塔

- 雷電山(水道山)忠霊塔（群馬県桐生市宮本町水道山公園内）
- 忠霊塔（埼玉県秩父市大宮羊山公園内「見晴しの丘」）
- 千葉県忠霊塔（千葉県千葉市中央区弁天3丁目千葉公園隣接地）
  - 日清戦争以降の戦没者57,248人の名簿が納まる[14]
- 忠霊塔（千葉県木更津市太田山公園内）
- 忠霊塔（山梨県富士吉田市新倉山浅間公園内）
  - 三國第一山新倉富士浅間神社の境内に有ることに加え、富士箱根伊豆国立公園の指定区域内における景観保護の関係上、仏塔様式の五重塔として建てられた。神仏習合に該たらない。
- 忠霊塔公園（静岡県静岡市清水区迎山町）
  - 1959年建設。建築家は吉田五十八。2021年、老朽化に伴い解体決定[15]。
- 忠霊塔（石川県加賀市）旧西谷村の搭、栢野大杉がある神社の裏手
- 忠霊塔（福井県坂井市）
- 嶺北忠霊塔（福井県鯖江市）
- 笠松町忠霊塔広場（岐阜県羽島郡笠松町）
- 忠霊塔（大阪府東大阪市若江本町２丁目１−３）
- 忠霊塔（徳島県徳島市加茂名町庄山）[16]
- 戦場ヶ原公園（山口県下関市）
- 平和公園忠霊塔（福岡県北九州市小倉北区平和公園内）
- 夜宮公園忠霊塔　(福岡県北九州市戸畑区夜宮公園内)
- 忠霊塔（福岡県久留米市野中町、久留米競輪場（旧・陸軍墓地）敷地内[17]）
- 行橋市忠霊塔（福岡県行橋市中山記念公園内）
- 瀬高町戦没者忠霊塔（福岡県みやま市）[18]
- 長崎県忠霊塔（長崎県大村市三城町）
- 忠霊塔（宮崎県小林市緑ヶ丘公園内）
- 忠霊塔（宮崎県西諸県郡高原町）

## 日本国外
- 承徳忠霊塔 - 河北省承徳市
- 哈爾濱忠霊塔- 黒竜江省ハルビン市
- 奉天忠霊塔- 遼寧省瀋陽市
- 白玉山忠霊塔 - 遼寧省大連市
- 旅順忠霊塔 -  遼寧省大連市
- 鴨緑江戦蹟 - 遼寧省丹東市
- 遼陽忠霊 - 遼寧省遼陽市
- 新京忠霊塔 - 吉林省長春市
- 昭南忠霊塔 - シンガポール
- 香港忠霊塔 - 香港島金馬倫山
- 台南忠霊塔 - 中華民国台南市南区

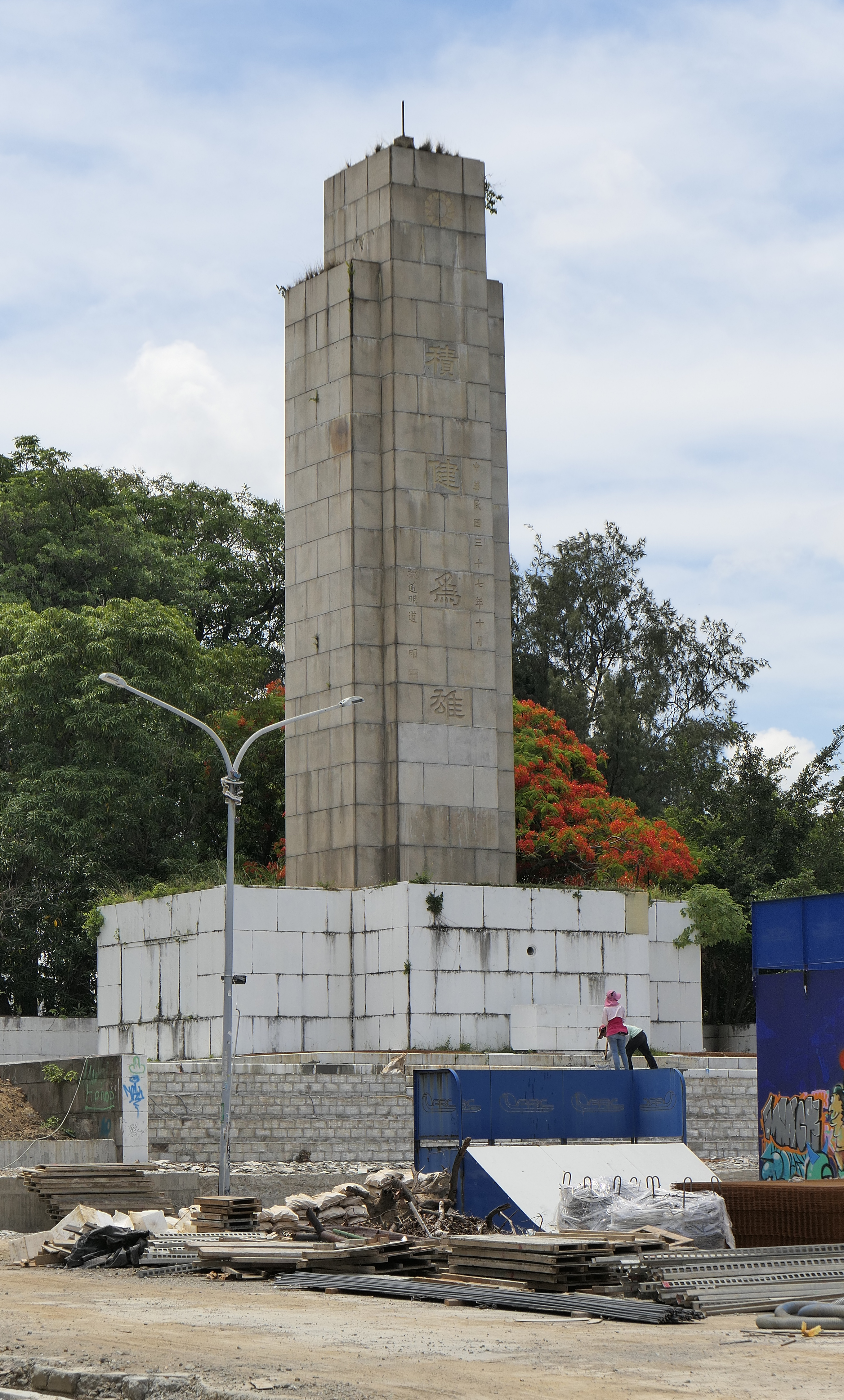
台南忠霊塔

中国には日本軍が13基建設したが戦後破壊されたといわれる。